# Gilbertiodendron limba
Gilbertiodendron limba är en ärtväxtart som först beskrevs av Scott-elliot, och fick sitt nu gällande namn av J.Leonard. Gilbertiodendron limba ingår i släktet Gilbertiodendron och familjen ärtväxter. IUCN kategoriserar arten globalt som nära hotad. Inga underarter finns listade i Catalogue of Life.